# Токарев, Вадим Александрович
Вади́м Алекса́ндрович То́карев (родился 29 февраля 1972 в г. Казань, СССР) — российский боксёр-профессионал, выступающий в первой тяжелой весовой категории. Двукратный чемпион России по кикбоксингу, чемпион Лиги «Китэк», чемпион мира 1999 года по версии SA Boxing. Чемпион России 2001 года по профессиональному боксу, интерконтинентальный чемпион IBF, чемпион по версии NABF.
Наилучшая позиция в мировом рейтинге: 4-й.

## Интересные факты
Весной 2001 года В.Токарев был заявлен Казанским Государственным Техническим Университетом им. А. Н. Туполева (бывш. КАИ) в качестве участника соревнований по Кикбоксингу проводимых в 7-м Здании КГТУ им. Туполева в рамках Спартакиады ВУЗов Республики Татарстан. В Мандатную комиссию были представлены все документы, подтверждающие его принадлежность к указанному ВУЗу. Однако в связи с множественными протестами со стороны руководителей других команд, В.Токарев был снят с соревнований как профессиональный боец.
В Казани существует спортивный зал бокса Вадима Токарева, в котором три дня в неделю молодых спортсменов тренирует сам Вадим.